# Raihorodok, Berdîciv
Raihorodok (în ucraineană Райгородок) este localitatea de reședință a comunei Raihorodok din raionul Berdîciv, regiunea Jîtomîr, Ucraina.
Localitatea face parte din regiunea istorică Volânia, iar după tratatul de pace de la Riga din 1921 a devenit parte a Uniunii Sovietice.

## Demografie
Componența lingvistică a localității Raihorodok
     Ucraineană (98,87%)
     Rusă (1,02%)
     Alte limbi (0,11%)
Conform recensământului din 2001, majoritatea populației localității Raihorodok era vorbitoare de ucraineană (98,87%), existând în minoritate și vorbitori de rusă (1,02%).